# Juan José Arias
Juan José Arias Henao (Rionegro, 8 gennaio 2004) è un calciatore colombiano, difensore del Atlético Nacional.

## Caratteristiche tecniche
È un difensore centrale.

## Carriera
Arias è cresciuto nel settore giovanile del Atlético Nacional ed ha debuttato in prima squadra l'11 luglio 2022 nell'incontro di Categoría Primera A pareggiato 1-1 contro il Cortuluá. Nel 2023 è stato definitivamente promosso in prima squadra.

## Statistiche

### Presenze e reti nei club
Statistiche aggiornate al 7 agosto 2024.
| Stagione        | Squadra           | Campionato      | Campionato | Campionato | Coppe nazionali | Coppe nazionali | Coppe nazionali | Coppe continentali | Coppe continentali | Coppe continentali | Altre coppe | Altre coppe | Altre coppe | Totale | Totale | Totale |
| Stagione        | Squadra           | Comp            | Pres       | Reti       | Comp            | Pres            | Reti            | Comp               | Pres               | Reti               | Comp        | Pres        | Reti        | Pres   | Reti   |        |
| --------------- | ----------------- | --------------- | ---------- | ---------- | --------------- | --------------- | --------------- | ------------------ | ------------------ | ------------------ | ----------- | ----------- | ----------- | ------ | ------ | ------ |
| 2022            | Atlético Nacional | A               | 1          | 0          | CC              | 0               | 0               | CL                 | 0                  | 0                  |             | -           | -           | 1      | 0      |        |
| 2023            | Atlético Nacional | A               | 12         | 0          | CC              | 2               | 0               | CL                 | 0                  | 0                  |             | -           | -           | 14     | 0      |        |
| 2024            | Atlético Nacional | A               | 14         | 0          | CC              | 0               | 0               | CL                 | 0                  | 0                  |             | -           | -           | 14     | 0      |        |
| Totale carriera | Totale carriera   | Totale carriera | 27         | 0          |                 | 2               | 0               |                    | 0                  | 0                  |             | -           | -           | 29     | 0      |        |

## Palmarès

### Club

#### Competizioni nazionali
- Copa Colombia: 1

Atlético Nacional: 2023
- Súper Liga: 1

Atlético Nacional: 2023